# Elitserien i speedway 1990
Elitserien i speedway 1990 slutade med att Indianerna från Kumla vann serien och blev svenska mästare 1990.

## Slutställning
| Nr | Lag              | S  | V  | O | F  | +/-       | P  |
| -- | ---------------- | -- | -- | - | -- | --------- | -- |
| 1  | Indianerna       | 14 | 3  | 0 | 1  | 665 - 610 | 24 |
| 2  | Örnarna          | 14 | 11 | 1 | 2  | 635 - 541 | 25 |
| 3  | Vetlanda         | 14 | 8  | 1 | 5  | 625 - 514 | 17 |
| 4  | Bysarna          | 14 | 6  | 2 | 6  | 612 - 543 | 14 |
| 5  | Stockholm United | 14 | 6  | 1 | 7  | 587 - 571 | 13 |
| 6  | Rospiggarna      | 14 | 5  | 1 | 8  | 581 - 593 | 11 |
| 7  | Smederna         | 14 | 3  | 0 | 11 | 501 - 637 | 6  |
| 8  | Dackarna         | 14 | 2  | 0 | 12 | 442 - 753 | 4  |